# Franz Babinger
Franz Babinger (ur. 15 stycznia 1891 w Weiden, zm. 23 czerwca 1967 w Durrës) – niemiecki historyk i orientalista. Znawca dziejów Turcji osmańskiej.

## Wybrane publikacje
- Stambuler Buchwesen im 18.Jahrhundert, Leipzig 1919.
- Die Geschichtsschreiber der Osmanen und ihre Werke, Leipzig 1927.
- Cel dintâi bir al Moldovei vatre sultan, București 1936.
- Mehmed der Eroberer und seine Zeit. Weltenstürmer einer Zeitenwende, München 1953.
- Aufsätze und Abhandlungen zur Geschichte Südosteuropas und der Levante, t. 1-2, München 1962-1966.

## Przekłady na język polski
- Wojciech Bobowski [w:] Polski Słownik Biograficzny, Kraków 1936, t. 2, s. 156-157.
- Z dziejów imperium Osmanów. Sułtan Mehmed Zdobywca i jego czasy, przeł. Tadeusz Zabłudowski, Warszawa: Państwowy Instytut Wydawniczy 1977.